# Euophrys rusticana
Euophrys rusticana là một loài nhện trong họ Salticidae.
Loài này thuộc chi Euophrys. Euophrys rusticana được Hercule Nicolet miêu tả năm 1849.